# الإصلاح الإسكتلندي

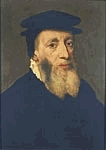

الإصلاح الإسكتلندي هو العملية التي انفصلت فيها إسكتلندا عن البابوية الكاثوليكية وأنشأت كنيسةً وطنية كالفينية غالبًا، ومشيخية متشددة في الغالب. وقد كان جزءًا من الإصلاح البروتستانتي الأوروبي الأوسع الذي حدث منذ القرن السادس عشر.
بدأ ظهور الأفكار الإنسانية في أواخر القرن الخامس عشر في عصر النهضة، والتي تنتقد جوانب الكنيسة الكاثوليكية الراسخة، وصولًا إلى إسكتلندا، لا سيما من خلال الاتصالات بين العلماء الإسكتلنديين والأوروبيين. بدأت تعاليم مارتن لوثر في الجزء الأول من القرن السادس عشر، تؤثر على إسكتلندا. كان عمل اللوثري سكوت باتريك هاميلتون مهمًا بشكل خاص، وأُعدم هذا الأخير في عام 1528. على عكس عمه هنري الثامن ملك إنجلترا، تجنب جيمس الخامس التغيرات الهيكلية واللاهوتية الرئيسية للكنيسة واستخدمها لتكون مصدرًا للدخل ولتعيين أطفاله غير الشرعيين والمفضلين. تركت وفاته في عام 1542 وريثة لإسكتلندا وهي الطفلة ماري، ما سمح بسلسلة من الغزوات الإنجليزية التي عُرفت لاحقًا باسم راف ووينغ. وزع الإنجليز الإنجيل وكتب الأدب البروتستانتي في الأراضي المنخفضة عند فترة الغزو في عام 1547. حفز إعدام جورج ويشارت المتأثر بهولدريخ زوينكلي في عام 1546، والذي أُحرق بناءً على أوامر الكاردينال ديفيد بيتون، نمو هذه الأفكار لتمثل رد فعل. اغتال أنصار ويشارت، الذين شملوا عددًا من فايف ليردز، بيتون بعد فترة وجيزة، واستولوا على قلعة سانت أندروز، التي احتلوها لمدة عام قبل هزيمتهم بمساعدة القوات الفرنسية. وأُدين الناجون، بمن فيهم القسيس جون نوكس، للعمل عبيدًا في المطبخ. أثار استشهادهم استياء الفرنسيين وألهم العديد من المدافعين الإضافيين للقضية البروتستانتية. أدت هزيمة الإنجليز بمساعدة فرنسا في عام 1549، إلى زواج ماري من فرانسوا الثاني ملك فرنسا ووصاية الملكة الأم ماري من غيس على إسكتلندا.
أدى التساهل المحدود وتأثير الإسكتلنديين المنفيين والبروتستانت في بلدان أخرى، إلى توسيع البروتستانتية، إذ أعلنت مجموعة من اللوردات أنفسهم أمراء الجماعة في 1557 وممثلي المصالح البروتستانتية سياسيًا. أدى انهيار التحالف الفرنسي وموت وصي العرش، الذي كان متبوعًا بتدخل الإنجليز في عام 1560، إلى أن تكون المجموعة صغيرة نسبيًا متكونة من البروتستانت ولكن ذات نفوذ كبير، فكان لديهم القدرة على فرض الإصلاح على الكنيسة الإسكتلندية. وافق برلمان الإصلاح الإسكتلندي عام 1560 على الاعتراف بالمذهب البروتستانتي، ورفض الولاية البابوية والقداس. برز نوكس ليكون أهم شخصية مؤثرة، بعد أن هرب من القوادس وقضى بعض الوقت في جنيف، حيث أصبح من أتباع كالفين. أدت الكالفينية للإصلاحيين بقيادة نوكس، إلى تسوية قضية تبني النظام المشيخي ورفض معظم الزخارف المعقدة والدقيقة لكنيسة العصور الوسطى. عندما توفي زوجها فرانسوا الثاني عام 1560، عادت ماري الكاثوليكية إلى إسكتلندا لتولي الحكومة. شابت فترة حكمها الشخصية التي استمرت ست سنوات، سلسلة من الأزمات، نتجت إلى حد كبير بسبب مؤامرات ومنافسات النبلاء الرائدين. أدت معارضة زوجها الثالث جيمس هيبورن، إيرل بوثويل الرابع إلى تشكيل تحالف من النبلاء، الذين أسروا ماري وأجبروها على التنازل عن ابنها، الذي حكم العرش بعد ذلك باسم جيمس السادس في عام 1567. نشأ جيمس بروتستانتيًا، لكنه قاوم المشيخية واستقلال كيرك.
أدى الإصلاح إلى تغييرات كبيرة في المجتمع الإسكتلندي. وشملت هذه الرغبة في زرع مدرسة في كل أبرشية، بالإضافة إلى إصلاحات رئيسية للنظام الجامعي. أحبطت الكيرك لعب العديد من المسرحيات بأنواعها، وكذلك الشعر الذي لم يكن مُفضلًا في الأساس. ومع ذلك، ظهر كتاب وشعراء مسرحيون مهمون، مثل جورج بيوكانان وفرقة كاستاليان في عهد جيمس السادس. دفع الفن الكنسي الإسكتلندي خسائر فادحة نتيجة للأيقونية الإصلاحية. تحول الحرفيون والفنانون الأصليون إلى رعاة علمانيين، ما أدى إلى ازدهار عصر النهضة الإسكتلندي المليء بالأسقف والجدران المطلية. أحدث الإصلاح ثورة في العمارة الكنسية، إذ بُنيت الكنائس الجديدة وأُصلحت الكنائس القديمة، لا سيما من خلال وضع المنبر مركزيًا في الكنيسة، فقد كان الوعظ في مركز العبادة. كان للإصلاح أيضًا تأثير شديد على موسيقى الكنيسة، إذ أُغلقت مدارس الأغاني، ونُظمت الجوقات، وأُتلفت الكتب الموسيقية والمخطوطات، وأُزيل الأعضاء من الكنائس. استُبدلت بغناء المزامير، على الرغم من محاولات جيمس السادس لإعادة تأسيس مدارسًا للموسيقى والغناء الكورالي. اكتسبت المرأة إمكانيات تعليمية جديدة، ولعب الدين دورًا رئيسيًا في حياة العديد من النساء، ولكن تُعامل مع النساء على أنهن مجرمات، من خلال الملاحقات القضائية على البراء المشتركة والبغاء والسحر. ركزت البروتستانتية الإسكتلندية على الكتاب المقدس، وبُذلت جهود للقضاء على الأنشطة الشعبية التي يُنظر إليها على أنها خرافية أو تافهة ابتداءً من القرن السابع عشر. أصبح كيرك موضوعًا فخريًا وطنيًا، ورأى العديد من الإسكتلنديين بلادهم إسرائيل جديدة.

## إسكتلندا: ما قبل الإصلاح

### الكنيسة ما قبل الإصلاح

#### الهيكل
انتشرت المسيحية في إسكتلندا من القرن السادس، بتبشير المبشرين الأيرلنديين الإسكتلنديين، وبدرجة أقل، من روما وإنجلترا. حصلت الكنيسة في إسكتلندا على استقلال واضح عن إنجلترا بعد المرسوم البابوي لسلستين الثالث (طوم يونيفرسي، 1192)، ثم أصبحت جميع الأسقفية الإسكتلندية باستثناء جالواي مستقلة رسميًا عن يورك وكانتربيري. أصبحت كنيسة إسكتلندا (إكليسيا سكوتانا) بأكملها، مع الأسقفية الإسكتلندية الفردية (باستثناء وايتهورن/غالوي)، «الابنة المميزة لرؤية روما». شُغل من قبل مجالس خاصة مكونة من جميع الأساقفة الإسكتلنديين، مع ظهور أسقف سانت أندروز كأهم شخصية. غالبًا ما تُعطى إدارة الأبرشيات للمؤسسات الرهبانية المحلية في عملية تعرف باسم الاستيلاء. بحلول وقت الإصلاح في منتصف القرن السادس عشر، استولي على 80 في المائة من الأبرشيات الإسكتلندية، ما ترك القليل من الموارد لرجال دين الرعية.
أصبح سانت أندروز في عام 1472، أول رئيس أساقفة في الكنيسة الإسكتلندية، ثم غلاسكو عام 1492. سمح انهيار السلطة البابوية بالانشقاق الغربي (1378-1418) للتاج الإسكتلندي، بالسيطرة الفعالة على التعيينات الكنسية الرئيسية داخل المملكة. اعتُرف بفعلية هذه السلطة على التعيينات رسميًا من قبل البابوية عام 1487. وضع التاج عملاء وأقارب الملك في مناصب رئيسية، بما في ذلك نجل جيمس الرابع (حكم 1488-1513) ألكسندر ستيوارت غير الشرعي، الذي ترشح ليكون رئيس أساقفة سانت أندروز في سن الحادية عشرة. عززت هذه الممارسة النفوذ الملكي لكنها جعلت الكنيسة أيضًا عرضة لانتقادات الانتقام والمحسوبية. كانت العلاقات بين التاج الإسكتلندي والبابوية جيدة بشكل عام، إذ تلقى جيمس الرابع رموزًا تفضيلية بابوية.